# エンポリ
エンポリ（伊: Empoli）は、イタリア共和国トスカーナ州フィレンツェ県にある、人口約49,000人の基礎自治体（コムーネ）。

## 名称
Empoli は [ˈempoli] と発音される。「エンポーリ」と表記されることもあるが、イタリア語では第一音節にアクセントがある。

## 地理

### 位置・広がり
アルノ川によって形成された平野の南側の、フィレンツェの約25km西南西に位置する。平野は、古代ローマ時代から農業に使用されている。川を離れるとコムーネの領域は小高くなる。エンポリは、フィレンツェとピサを結ぶ主要鉄道線上にあり、シエーナへの路線の分岐点がある。エンポリは農業の中心地として現在に続く伝統があり、地元産アーティチョークの品種名にもなっている。

#### 隣接コムーネ
隣接するコムーネは以下の通り。括弧内のPIはピサ県所属を示す。
- カプラーイア・エ・リーミテ
- カステルフィオレンティーノ
- チェッレート・グイーディ
- モンテルーポ・フィオレンティーノ
- モンテスペルトリ
- サン・ミニアート (PI)
- ヴィンチ

### 気候分類・地震分類
エンポリにおけるイタリアの気候分類 (it) および度日は、zona D, 1658 GGである。
また、イタリアの地震リスク階級 (it) では、zona 3 (sismicità bassa) に分類される。

## 歴史
エンポリは、ローマ帝国初期には入植地となっており、紀元4世紀まで存続したことが、出土品によって明らかになっている。アルノ川は、農産物や地元製のアンフォラの交易ルートとして利用された。4世紀のタブラ・ペウティンゲリアナでは、エンポリは「in portu（港内）」と呼ばれ、フィエーゾレとフィレンツェからピサに通ずるローマの道「Via Quinctia」の河港となっていた。エンポリはまた、ヴォルテッラの塩湖に続く「Via Salaiola」上にも位置していた。
8世紀以降、エンポリは拡大して城を中心とする町となり、「エンポリウム」または「エンポリス」と呼ばれた。1119年には、グイーディ伯領に併合された。1182年には、町はフィレンツェの支配下となった。1260年、モンタペルティの戦いの後、エンポリでは、ファリナータ・デッリ・ウベルティがフィレンツェの破壊に反対した有名な会議が行われた。
後のエンポリは重要な要塞となり、そのために攻撃や略奪が繰り返された。1530年には、エンポリ陥落により、フィレンツェ共和国の自治に終止符が打たれた。

## 行政

### 分離集落
エンポリには以下の分離集落（フラツィオーネ）がある。
- Brusciana, Casenuove, Corniola, Cortenuova, Fontanella, Marcignana, Martignana, Molin Nuovo, Monterappoli, Pagnana, Ponte a Elsa, Pianezzoli, Pozzale, Sant'Andrea, Tinaia, Villanuova

## スポーツ
プロサッカークラブとしてエンポリFCが本拠を置く。21世紀に入って以降はセリエAとセリエBの間で昇降を繰り返している。

## 姉妹都市
- ザンクト・ゲオルゲン・アン・デア・グセン、オーストリア
- オーベルヴィリエ、フランス
- ブザンソン、フランス
- トレド、スペイン
- ナミュール、ベルギー